# Nättefrost
Nattefrost, de son vrai nom Roger Rasmussenest, né à Sandnes, Rogaland, est un musicien de black metal norvégien. Nattefrost était initialement un groupe ayant opéré entre 1990 et 2003.

## Biographie
Nattefrost est formé en 2003 par Roger Rasmussen de son vrai nom, qui est aussi le chanteur du groupe de black metal norvégien Carpathian Forest. Nattefrost compte deux albums studio sous le label Season of Mist, produits entre 2003 et 2005 : Blood and Vomit, très lent, lourd et misanthropique, et Terrorist. Les paroles de la chanson considèrent que l'être humain ne serait qu'une charogne bonne à exprimer son malheur et sa futilité par des pets.
Nattefrost est en pause depuis 2005 (les concerts sont donc quasi inexistants) car Carpathian Forest a sorti un nouvel opus, Fuck You All!!!! (2006), et le groupe annonce une suite de cet album. La dernière apparition de Nattefrost s'effectue sur le split Engangsgrill, avec Red Planet, un projet parallèle de Fenriz de Darkthrone. En 2016, il collabore avec Urgehal, sur la chanson Endetid issu de leur septième album Aeons in Sodom.

## Style musical
Nattefrost est principalement influencé par le thrash metal, le punk et le black metal des années 1980,. Il se revendique différent des autres groupes de black metal modernes. La qualité de production est faible, et le son minimaliste. Le style musical est délibérément primitif,, et le tempo est rapide, similaire à celui du groupe Venom. Nattefrost est nationaliste et considère le vrai black metal comme du passé. Nattefrost est catégorisé par la presse spécialisée de black metal « new old-school ».

## Discographie
- 2003 : Blood and Vomit
- 2005 : Terrorist
- 2006 : Drunk and Pisseskev at Ringnes 2004 (live EP)
- 2008 : Hell Noise and Live Terrorism (Rare Traxxx 2002 - 2007) (compilation)
- 2009 : Engangsgrill (split avec Red Planet)